# Magdalenas Akte
Magdalenas Akte (internationaler Filmtitel: Magdalena’s File) ist ein preisgekrönter Kurzfilm aus dem Jahr 2015 von Konrad Bogusław Bach.

## Handlung
Magdalena findet ihre eigene Akte über ihre Lebensereignisse. Nun kann sie ihr eigenes Leben bestimmen und beliebig bearbeiten. Doch Magdalena hat nur 30 Sekunden Zeit.

## Hintergrund
Die Dreharbeiten fanden im Januar 2014 im K.St.V. Askania-Burgundia in Berlin-Dahlem statt. Der Film lief erfolglos beim 99Fire-Films-Award 2014 und konnte sich nicht unter den Besten 99 Filmen (Top99) qualifizieren. Aus den ursprünglichen 99-sekündigen Kurzfilm wurde eine neue 5-minütige Filmfassung zusammengeschnitten, die am 18. Dezember 2015 seine Premiere in Rostock feierte. Die Berlin Premiere fand am 9. Januar 2016 im Kino Babylon statt.
Vor der Kamera standen Nancy Dölves und Oliver Theurich, der den Film auch produzierte.

## Sonstiges
Beim International Filmmaker Festival of World Cinema BERLIN war Magdalenas Akte für 3 Filmpreise nominiert: Regisseur und Drehbuchautor Konrad Bogusław Bach war nominiert als Best Director of a Short Foreign Language Film und fürs Best Original Screenplay of a Foreign Language Film. Filmeditor Assaf Reiter war nominiert in der Kategorie Best Editing of a Foreign Language Film.

## Festivalteilnahmen
- 2015: Festival des gescheiterten Films (Deutschland)[10]
- 2016: West-Östliches Filmfestival „Nachbarn bei Freunden“ (Deutschland)[11]
- 2016: IDEALE – Das Kurzfilmfestival Westmünsterland (Deutschland)[12]
- 2016: AKUT – Amberger Kurzfilmwettbewerb (Deutschland)[13][14]
- 2016: Move Me Productions’ Online Film Festival (Belgien)[15]
- 2016: Bucharest ShortCut Cinefest (Rumänien)[16]
- 2016: Hollywood Boulevard Film Festival (USA)[17]
- 2016: Chandler International Film Festival (USA)[18]
- 2016: Barcelona Planet Film Festival (Spanien)[19]
- 2017: The Monthly Film Festival (Schottland)[20]
- 2017: 12 Months Film Festival (Rumänien)[21]
- 2017: Near Nazareth Film Festival (Israel)[22]
- 2017: Lake View International Film Festival (Indien)[23]
- 2017: Short Stop Film Festival (Rumänien)[24]
- 2017: Eurasia International Monthly Film Festival (Russland)[25]
- 2017: Five Continents International Film Festival (Venezuela)[26]
- 2017: Direct Short Online Film Festival[27]
- 2017: Top Indie Film Awards[28]
- 2017: Gold Movie Awards Goddess Nike (England)[29]
- 2017: Direct Monthly Online Film Festival[30]
- 2017: International Filmmaker Festival of World Cinema BERLIN (Deutschland)[6]
- 2017: Video Hackers Film Festival (Italien)[31]
- 2017: Oniros Film Awards (Italien)[32]
- 2017: Maverick Movie Awards (USA)[33]
- 2017: Canada Shorts – Canadian and International Short Film Festival[34]
- 2018: Calcutta International Cult Film Festival (Indien)[35]
- 2018: WorldFest-Houston (USA)[36]
- 2018: KURZstummfilmfestival (Deutschland)[37]
- 2018: Top Shorts (USA)[38]
- 2018: The Actors Awards (USA)[39]

## Auszeichnungen
- 2016: Bester Produzent (Oliver Theurich) – Hollywood Boulevard Film Festival[40]
- 2016: Best Foreign Short Film – Chandler International Film Festival[40]
- 2017: Award of Recognition (Foreign Short) – Hollywood International Moving Pictures Film Festival[41]
- 2017: 3. Platz Winner of the Month (February) – 12 Months Film Festival[42]
- 2017: Best Short (under 15 min) – Eurasia International Monthly Film Festival[43]
- 2017: Best Screenwriter of the Month (Konrad Bogusław Bach) – Direct Short Online Film Festival[44]
- 2017: Special Mention Screenplay Short Film (Konrad Bogusław Bach) – Five Continents International Film Festival[45]
- 2017: Special Mention Lead Actress Short Film (Nancy Dölves) – Five Continents International Film Festival[45]
- 2017: Best Original Music score short film (Marius Haupt) – Five Continents International Film Festival[45]
- 2017: Best Producer (Oliver Theurich) – Gold Movie Awards Goddess Nike[29]
- 2017: 2nd Best Film of the Month – Direct Monthly Online Film Festival[46]
- 2017: Best Under 5 Minute Film – Oniros Film Awards[47]
- 2017: Award of Merit – Canada Shorts (Canadian and International Short Film Festival)[34]
- 2018: Best Silent Film (Outstanding Achievement Award) – Calcutta International Cult Film Festival (Indien)[35]
- 2018: Special Jury Award – Live Action – Narrative (Little or No Dialogue) – WorldFest-Houston[48]
- 2018: Best Duo (Oliver Theurich, Nancy Dölves) – Top Shorts[38]
- 2018: Honorable Mention: Duo (Oliver Theurich, Nancy Dölves) – The Actors Awards[39]